# Francesc Guiu i Giralt
Francesc Guiu i Giralt   (Igualada, 1927) és un físic català.

## Biografia
Treballà com a investigador en física industrial a Madrid de 1957 a 1961. Després marxà a la Universitat de Londres on el 1965 es doctorà en física dels metalls i el 1979 en ciències. Establit a Anglaterra fou nomenat professor de ciència de materials al Queen Mary College de la Universitat de Londres.
Ha estudiat la teoria de defectes i plasticitat dels cristalls i les propietats mecàniques dels sòlids. El 1995 va rebre la Medalla Narcís Monturiol al mèrit científic de la Generalitat de Catalunya.

## Obres
- Fundamentos físicos de la mecánica de la fractura.  CSIC, 1997. ISBN 8400076753.